# بوئینگ اف/ای-۱۸ سوپر هورنت

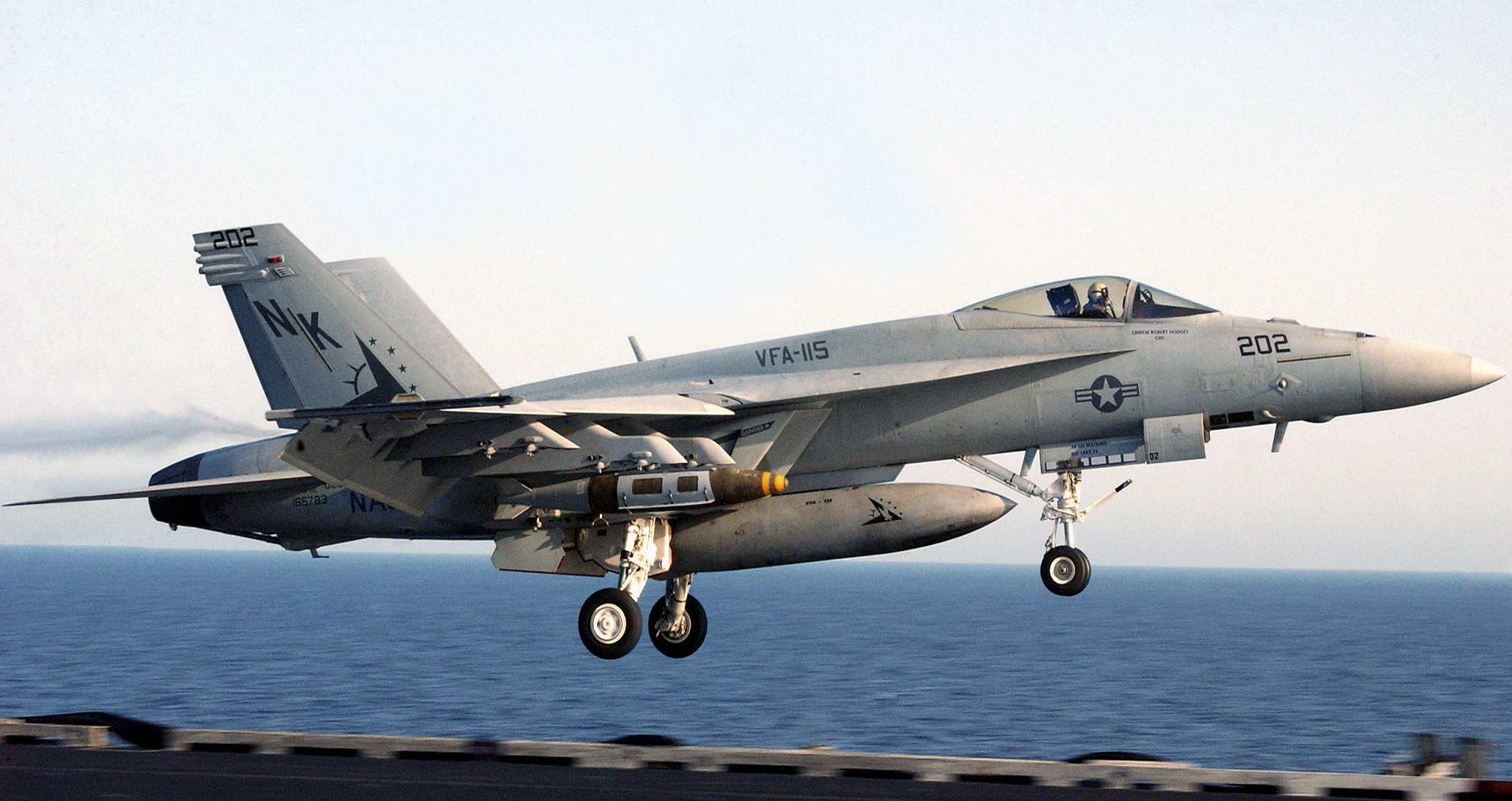
اف/ای-۱۸ئی نیروی دریایی ایالات متحده آمریکا در حال تیک آف از روی ناو هواپیمابر آبراهام لینکلن

بوئینگ اف/ای-۱۸ئی/اف سوپر هورنت، یک جنگنده مافوق صوت و چندمنظوره ناونشین/آفند زمینی است. اف/ای-۱۸ئی مدل تک سرنشینه و اف/ای-۱۸اف مدل دو سرنشینه می‌باشند و این دو مدل، مدل‌های بزرگ‌تر و پیشرفته‌تر اف/ای-۱۸سی و دی هورنت می‌باشند. اف/ای-۱۸ سوپر هورنت، بیست درصد از اف/ای-۱۸ هورنت بزرگ‌تر است در نتیجه دارای جایگاه‌های بیشتری برای حمل بمب و موشک دارد و موتورهای ان قدرتمندتر هستند. فرق ظاهری این جنگنده با نسخهٔ قدیمی خود این است که ورودی هوای موتور سوپر هورنت متوازی اضلاع است ولی هورنت نیم دایره است و جثه کوچکتری دارد. این جنگنده توسط شرکت مک‌دانل داگلاس برای نیروی دریایی آمریکا طراحی شده و در سال ۱۹۹۵، اولین پرواز خود را انجام داد. در ۱۹۹۷، پس از ادغام شرکت مک‌دانل داگلاس در بوئینگ وارد خط تولید شده و از ۱۹۹۹، وارد خدمت رسمی در نیروی دریایی ایالات متحده آمریکا شد.
از سال ۲۰۰۶ میلادی با خروج جنگنده رهگیر گرامن اف-۱۴ تام‌کت، جایگزین این جنگنده شد و در کنار اف-۱۸ هورنت در این نیرو به عنوان جنگنده چندمنظوره نیروی دریایی مشغول به خدمت است. نیروی هوایی سلطنتی استرالیا که از سال ۱۹۸۴ از مدل اصلی اف/ای-۱۸ هورنت استفاده می‌کند نیز در سال ۲۰۰۷، بیست و چهار فروند سوپر هورنت به ارزش ۲٬۹ میلیارد دلار که به همراه ۱۰ سال پشتیبانی و آموزش به ۶ میلیارد دلار می‌رسد، سفارش داد و در سال ۲۰۱۰، آن‌ها را جایگزین جنگنده سالخورده جنرال داینمیکس اف-۱۱۱ آردوارک کرد. بیش از ۶۴۰ فروند سوپر هورنت برای سپاه تفنگداران دریاییساخته شده‌است و هر سال بیش از ۲۰ عدد ساخته می‌شود.

## تفاوت سوپرهورنت با مدل معمولی

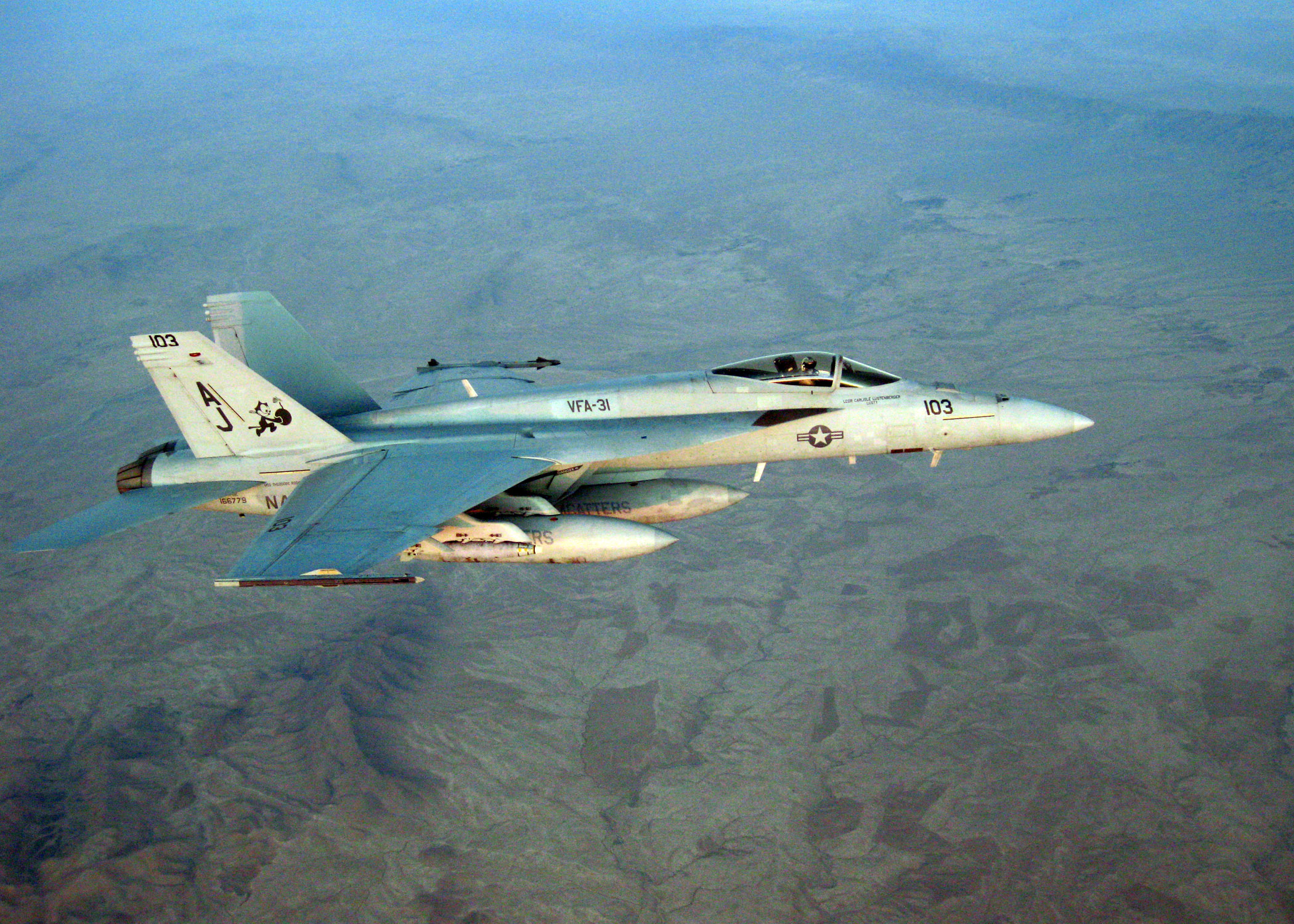
۰۸۱۱۰۲-ان-۰۰۰۰سی-۰۰۲ افغانستان (۲ نوامبر ۲۰۰۸)، یک هورنت اف/ای-۱۸ از "تامکترز" اسکادران جنگنده اعتصاب (وی‌اف‌ای) ۳۱ پرواز بر فراز افغانستان در طول عملیات معمول. وی‌اف‌ای-۲۱ به واحد هواگرد ناوی (سی‌وی‌دبلیو) ۸ اختصاص داده شده‌است که بر روی یواس‌اس تئودور روزولت (سی‌وی‌ان-۷۱) مستقر شده است. ناو هواپیمابر رده نیمیتز در حال استقرار برنامه ریزی شده در منطقه مسئولیت ناوگان پنجم است و بر اطمینان شرکای منطقه‌ای از تعهد ایالات متحده به امنیت که ثبات و رفاه جهانی را ترویج می کند، متمرکز است. (عکس نیروی دریایی ایالات متحده آمریکا توسط ستوان آدام کوهن/منتشر شد)

جنگندهٔ چندماموریتهٔ اف/ای-۱۸ اف/ئی موسوم به سوپر هورنت در واقع مدلی ارتقاء یافته و بزرگ‌تر شده از جنگنده‌های مدل سی و دی می‌باشد که پیشتر قابلیت عملیات در شب به آن‌ها افزوده شده بود، همینطور توربوفن جدید جنرال الکتریک اف۴۱۴، جایگزین موتور قدیمی هورنت یعنی جنرال الکتریک اف۴۰۴ که قبلاً در نورثروپ وای‌اف-۱۷ نیز استفاده شده بود، شد. موتور جدید عملکرد بسیار بهتری در مانورپذیری داشت و همینطور به دلیل اندازه بزرگتر سوپر هورنت‌ها و وزن سنگین‌تر به دلیل جای‌گذاری مخزن سوخت بزرگتر سوپر هورنت نیازمند یک توربوفن به روزتر متناسب با نیاز های خود بود که موتور قبلی دیگر مناسب سوپرهورنت نبود. سوپرهورنت‌ها که تقریباً هم‌اندازهٔ اف-۱۵های نیروی هوایی هستند، فرماندهی گروه عملیات رزمی هواپیماهای ناونشین را فراهم خواهد آورد زیرا دارای برد پروازی بیشتر و قابلیت حمل مهماتی است که قبلاً توسط جنگنده‌های بازنشستهٔ ای-۶ حمل می‌شد. سوپر هورنت‌ها نسبت به هورنت‌ها حدود ۱۳۰ سانتی‌متر طول بیشتر، ۲۵٪ مساحت بال بیشتر و حمل ۳۳٪ سوخت بیشتر در مخازن داخلی هستند که این سوخت اضافه تا ۴۱٪ برد عملیاتی و تا ۵۰٪ استقامت پروازی آن‌ها را افزایش می‌دهد.

## ویژگی‌ها

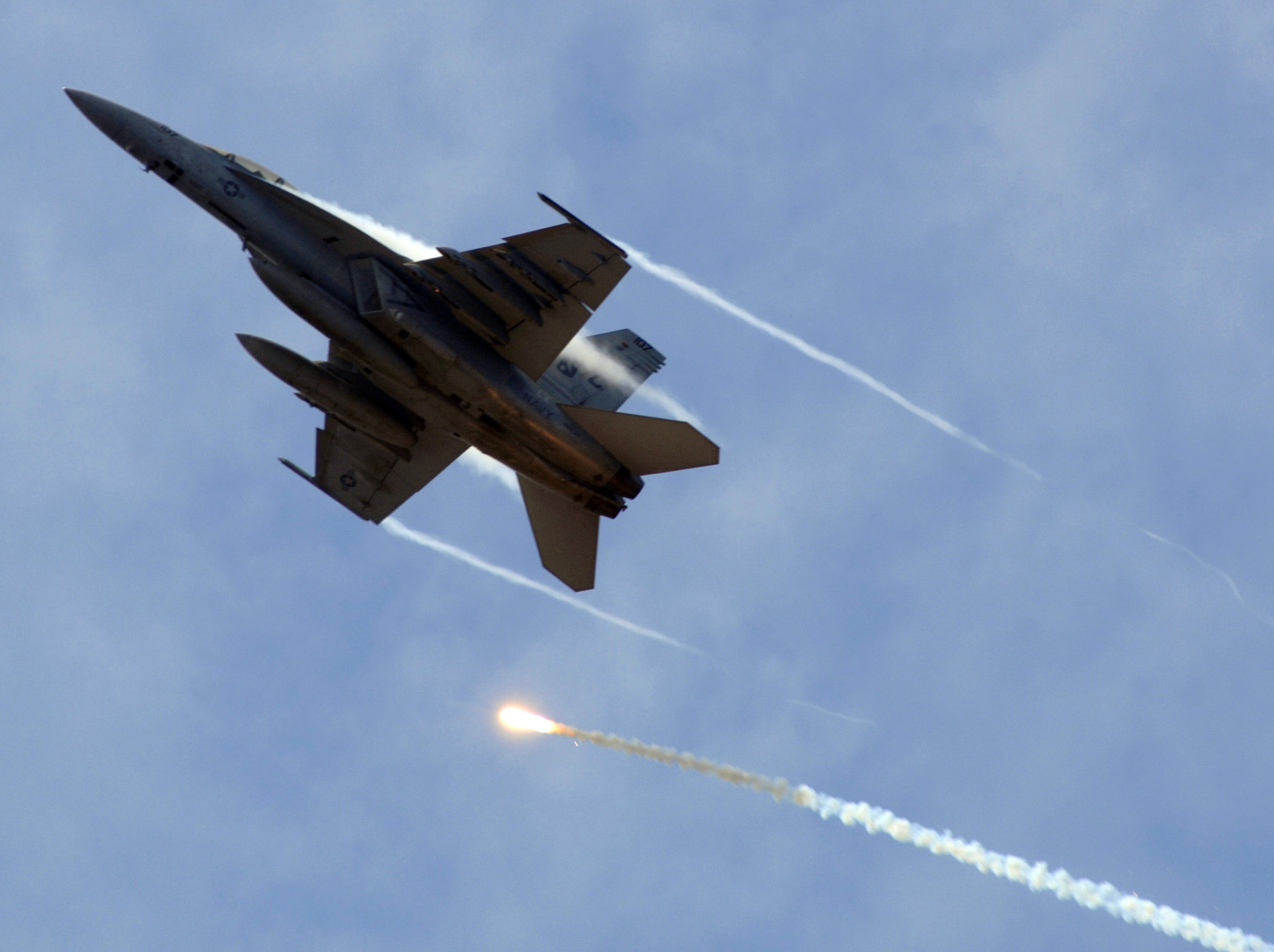
یک سوپر هورنت در حال اجرای یک مانور فرار

در سوپرهورنت همچنین دو جایگاه حمل مهمات باهم ادغام شده‌اند. این به معنی افزایش میزان بارگذاری مهمات به دلیل مخلوط کردن محل بارگذاری انواع جنگ‌افزارهای هوا‌به‌هوا یا هوا‌به‌زمین می‌باشد. سوپرهورنت همچنین می‌تواند انواع مختلفی از تسلیحات به اصطلاح هوشمند را حمل کند از جملهٔ این مهمات می‌توان به جدیدترین بمب‌های هدایت شونده به وسیلهٔ ماهواره نظیر مهمات تهاجم مستقیم مشترک و ای‌جی‌ام-۱۵۴ سلاح دفع مشترک اشاره کرد.
سوپر هورنت می‌تواند ۱۷,۷۵۰ پاوند (۸,۰۳۲ کیلوگرم) مهمات را در ۱۱ مقر خارجی حمل تسلیحات بارگذاری نماید. این جنگنده دارای راداری مخصوص کار در همه نوع شرایط آب و هوایی است که دارای توانایی رهگیری اهداف هوایی و سیستمی جهت افزایش دقت در پرتاب بمب‌های عادی یا هدایت شونده‌است. دو محل بارگذاری در نوک بال‌ها، چهار مقر در زیر بال‌ها برای حمل سوخت یا مهمات هوا به زمین و دو مقر در زیر بدنه و نزدیک دماغهٔ هواپیما جهت نصب موشک‌های هوا به هوای اسپارو یا غلاف‌های شناسایی و یک محل در مرکز بدنه برای حمل مخازن سوخت یا تسلیحات هوا به زمین است. ضمن اینکه یک مسلسل ۲۰ میلی‌متری از نوع ام۶۱ ای۱ والکان در نوک هواپیما تعبیه شده‌است. میزان حمل بارگذاری در سوپرهورنت به میزان ۹,۰۰۰ پاوند افزایش یافته‌است و قدرت موتور آن نیز از کشش ۳۶,۰۰۰ پاوند به ۴۴,۰۰۰ پاوند افزایش یافته‌است. در این جنگنده از دو موتور پرقدرت توربوفن ساخت جنرال الکتریک به نام اف۴۱۴ استفاده شده‌است. اگرچه در مدل‌های جدیدتر ساخته شدهٔ سی و دی به میزان کمی از تکنولوژی مدرن استفاده شده‌است ولی در مدل‌های ای و اف از ابتدا و به‌طور گسترده از تکنولوژی‌های نوین استفاده شده و توان دفاعی آن نیز افزایش قابل توجهی یافته‌است. سیستم پیشرفته جستجوگر مادون قرمز ساخت هیوز (ای‌تی‌اف‌ال‌آی‌آر)، سیستم اصلی هدفیابی جنگنده‌های ای و اف به‌شمار می‌رود. این سیستم همچنین قرار است در مدل‌های قبلی اف/ای-۱۸ نیز نصب شود. غلاف ساخت هیوز، دارای جهت‌یاب و هدف‌یاب مادون قرمز بسیار دقیق اهداف می‌باشد و از تکنولوژی نسل سوم این نوع غلاف‌ها در آن استفاده شده‌است (ام‌دبلیو‌ای‌آر مخفف امواج مادون قرمز میانی) که در میان هواپیماهای موجود، تکنولوژی بسیار برجسته‌ای به‌شمار می‌رود.
اکنون پروژهٔ ارتقاء مدل‌های یک نفرهٔ سی و دو نفرهٔ دی آغاز شده‌است. اگرچه تا حد زیادی ظاهر مدل‌های سی و دی به هم شبیه‌است، ولی خروجی طرح ارتقاء، شامل دو گونهٔ مختلف از اف-۱۸ خواهد بود که عمدهٔ تمرکز برنامهٔ ارتقاء، بر روی قابلیت عملیات در شب خواهد بود. زمانی، اف-۱۸بی تنها جنگنده‌ای آموزشی بود ولی در جنگندهٔ اف-۱۸دی، کابین عقب مملو از نمایشگرهای رنگی چندمنظوره، کلیدهای رهاسازی سلاح و کنترل آن‌ها می‌باشد که این امر به اف-۱۸، قابلیت فرماندهی، پیشتازی عملیات و هدایت سایر جنگنده‌ها را جهت هدف‌یابی و نابودسازی اهداف، می‌دهد.
تولید مدل‌های سی و دی در اواخر دههٔ ۱۹۹۰ پایان یافت و به جای آن‌ها اف/ای-۱۸ای و اف/ای-۱۸اف (سوپرهورنت) در خط تولید قرار گرفته‌است. مدل‌های کنونی ای و بی قرار است تا پایان سال ۲۰۱۵ و مدل‌های سی و دی تا پایان سال ۲۰۲۰ در خدمت باقی خواهند ماند. اف-۱۸ امروزه، انبوهی از مشتریان خارجی را برای خرید در پیش رو می‌بیند.

## جایگزینی گرامن اف-۱۴ تام‌کت
سوپرهورنت در سال ۲۰۰۶ به‌طور کامل جایگزین جنگنده‌های اف-۱۴ به عنوان رهگیر دوربرد ناوگان‌های دریایی آمریکا شد. اف-۱۴ در رهگیری هواپیماها و موشک‌های کروز دشمن  کاربرد داشت اما استفاده و تعمیر آن‌ها پرهزینه‌تر و دشوارتر بود‌ همینطور با رسیدن برد موشک امرام در نسخه دی و سی  به بالای ۱۰۰ کیلومتر که با وزن ۱۵۰ کیلوگرم بسیار سبک تر از موشک اصلی و راهبردی اف-۱۴ یعنی فونیکس ۵۰۰ کیلوگرمی بود و همینطور مشکل باتری‌های لیتیومی فونیکس که زود فاسد می‌شد، در خدمت نگه‌داشتن اف-۱۴ ها دیگر توجیهی نداشت. این وضعیت جایگزینی رهگیرهای بسیار توانای اف-۱۴ را با سوپرهورنت‌های ارزان‌تر توجیه میکرد و همینطور در سال ۲۰۲۰ در نیروی دریایی ایالات متحده امریکا به طور کامل جایگزین نسخه اولیه خود یعنی هورنت که در ابتدا به دلیل توانایی های رزمی و عملیاتی آشکارا پایین تر از تامکت‌ها، مورد انتقاد ژنرال‌های نیروی دریایی امریکا بود، شد.
علاوه بر این‌ها، مدل دوسرنشینهٔ ئی‌ای-۱۸جی گرولر به عنوان هواپیمای جنگ الکترونیک، جایگزین هواپیماهای قدیمی ئی‌ای-۶بی پراولر (مدلی از ای-۶ اینترودر) شد. در هر ناو هواپیمابر، یک دستهٔ ۶ فروندی از این هواپیماها به خدمت گرفته می‌شود.